# USS McNulty (DE-581)
USS McNulty (DE-581) là một tàu hộ tống khu trục lớp Rudderow từng phục vụ cùng Hải quân Hoa Kỳ trong Chiến tranh Thế giới thứ hai. Nó là chiếc tàu chiến duy nhất của Hải quân Hoa Kỳ được đặt cái tên này, theo tên Trung úy Hải quân John Thomas McNulty (1897-1942), người từng phục vụ cùng tàu tuần dương hạng nậng Astoria (CA-34) và đã tử trận vào ngày 9 tháng 8, 1942 trong Trận chiến đảo Savo. Nó đã phục vụ cho đến khi chiến tranh kết thúc, xuất biên chế năm 1946, rồi cuối cùng bị đánh chìm như mục tiêu vào năm 1972. McNulty được tặng thưởng hai Ngôi sao Chiến trận do thành tích phục vụ trong Thế Chiến II.

## Thiết kế và chế tạo
Lớp Rudderow có thiết kế hầu như tương tự với lớp Buckley trước đó; vì giữ lại kiểu động cơ turbine-điện General Electric, cung cấp điện năng cho mô-tơ điện để dẫn động hai trục chân vịt. Lớp này còn được gọi là kiểu TEV, do hệ thống động lực Turbo-Electric và cỡ pháo 5-inch (V).
Dàn pháo chính được nâng cấp lên hai khẩu pháo 5 inch (130 mm)/38 cal trên hai tháp pháo nòng đơn, được phân bố một phía trước mũi và một phía sau tàu. Hỏa lực phòng không được nâng lên hai khẩu đội pháo phòng không Bofors 40 mm nòng đôi và mười pháo phòng không Oerlikon 20 mm. Vũ khí chống ngầm bao gồm một dàn súng cối chống tàu ngầm Hedgehog Mk. 10 (có 24 nòng và mang theo 144 quả đạn); hai đường ray Mk. 9 và tám máy phóng K3 Mk. 6 để thả mìn sâu. Con tàu vẫn giữ lại ba ống phóng ngư lôi Mark 15 21 inch (533 mm), và được trang bị radar SL dò tìm không trung và radar SC/SA dò tìm mặt biển. Thủy thủ đoàn đầy đủ bao gồm 15 sĩ quan và 168 thủy thủ.
McNulty được đặt lườn tại Xưởng tàu Bethlehem-Hingham ở Hingham, Massachusetts vào ngày 17 tháng 11, 1943. Nó được hạ thủy vào ngày 8 tháng 1, 1944, được đỡ đầu bởi bà Helen K. McNulty, và nhập biên chế cùng Hải quân Hoa Kỳ vào ngày 31 tháng 3, 1944 dưới quyền chỉ huy của Hạm trưởng, Thiếu tá Hải quân William Croft Jennings.

## Lịch sử hoạt động
Sau khi hoàn tất việc chạy thử máy huấn luyện tại khu vực Bermuda, McNulty tiếp tục thực hành huấn luyện dọc theo vùng bờ Đông cho đến khi khởi hành từ vịnh Chesapeake vào ngày 23 tháng 6 để hộ tống cho Đoàn tàu UGS-46 vượt Đại Tây Dương để đi sang Địa Trung Hải. Đoàn tàu phải đối đầu với một đợt tấn công của Không quân Đức vào ngày 12 tháng 7 trước khi đi đến Bizerte, Tunisia vào ngày 13 tháng 7. Sau một chuyến hộ tống vận tải ven biển đến New York, nó lại lên đường cho chuyến hộ tống vận tải vượt đại dương tiếp theo, xuất phát từ Norfolk, Virginia để đi Bizerte và quay trở về New York. Sau đó con tàu chuẩn bị để được điều sang khu vực Mặt trận Thái Bình Dương.
Cùng với Đội hộ tống 67, McNulty lên đường vào ngày 3 tháng 11, và khi đi đến Hollandia, New Guinea vào ngày 17 tháng 12 đã gia nhập Đệ Thất hạm đội. Từ ngày 19 tháng 12, 1944 đến ngày 2 tháng 1, 1945, nó hộ tống một đoàn tàu vận tải đi từ Hollandia sang Leyte, Philippines, rồi tiếp tục lên đường một ngày sau đó, cùng Đội đặc nhiệm 78.9 vận chuyển lực lượng tăng viện đi sang khu vực vịnh Lingayen. Đoàn tàu phải chịu đựng các đợt tấn công tự sát của máy bay Kamikaze đối phương ngoài khơi Luzon trong ngày 12 tháng 1, khiến hai tàu buôn bị hư hại và hơn 100 binh lính trên tàu thiệt mạng. Nó hộ tống đoàn tàu đi đến vịnh Lingayen vào ngày 13 tháng 1, rồi lên đường quay trở lại Leyte, đến nơi vào ngày 19 tháng 1.

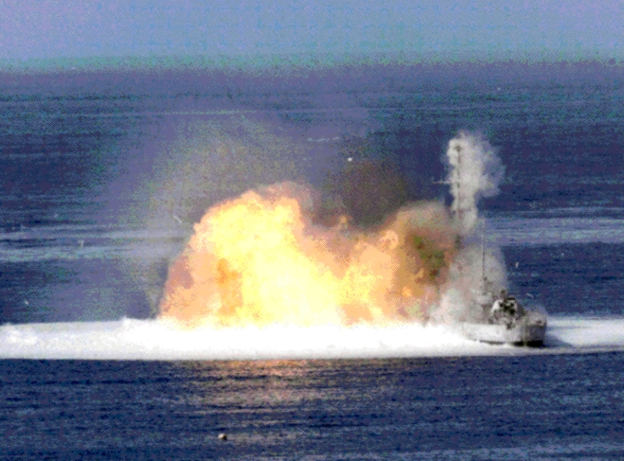
USS McNulty bị đánh chìm như mục tiêu vào năm 1972.

Trong khi lực lượng tấn công đổ bộ lên San Narciso, Zambales vào ngày 29 tháng 1, McNulty đã tuần tra ngoài khơi các bãi đổ bộ nhằm khóa chặt bán đảo Bataan ngăn không cho lực lượng Nhật Bản rút lui khỏi Manila. Con tàu tiếp tục vai trò tuần tra và hộ tống vận tải tại các khu vực Philippines, quần đảo Admiralty, New Guinea và Okinawa cho đến khi Nhật Bản chấp nhận đầu hàng vào ngày 15 tháng 8, giúp chấm dứt vĩnh viễn cuộc xung đột.
Khởi hành từ vịnh Subic vào ngày 1 tháng 9 để hỗ trợ cho lực lượng chiếm đóng, McNulty đã hộ tống cho tàu bệnh viện Relief (AH-1) đi từ Okinawa sang Triều Tiên, rồi hoạt động dọc theo bờ biển Trung Quốc cho đến khi rời Okinawa vào ngày 14 tháng 10 để quay trở về Hoa Kỳ. Về đến San Diego, California vào ngày 5 tháng 11, nó được cho rút biên chế vào ngày 2 tháng 7, 1946, và đưa về Hạm đội Dự bị Thái Bình Dương. Con tàu được rút tên khỏi danh sách Đăng bạ Hải quân vào ngày 1 tháng 3, 1972, và bị đánh chìm như một mục tiêu bởi một quả bom nhiệt áp ngoài khơi bờ biển California vào ngày 16 tháng 11, 1972.

## Phần thưởng
McNulty được tặng thưởng hai Ngôi sao Chiến trận do thành tích phục vụ trong Thế Chiến II.
|  |  | Bronze star · Bronze star |
|  |  |                           |

| Dãi băng Hoạt động Tác chiến (truy tặng)           | Huân chương Chiến dịch Hoa Kỳ        | Huân chương Chiến dịch Châu Á-Thái Bình Dương với 2 Ngôi sao Chiến trận |
| Huân chương Chiến dịch Châu Âu-Châu Phi-Trung Đông | Huân chương Chiến thắng Thế Chiến II | Huân chương Giải phóng Philippine (Philippine)                          |